# Нова Руда (місто)
Но́ва Ру́да (пол. Nowa Ruda, чеськ. Nová Ruda, нім. Neurode) — місто в південно-західній Польщі, на річці Влодзиця.
Належить до Клодзького повіту Нижньосілезького воєводства.

## Демографія
Демографічна структура станом на 31 березня 2011 року:
|          | Загалом | Допрацездатний вік | Працездатний вік | Постпрацездатний вік |
| -------- | ------- | ------------------ | ---------------- | -------------------- |
| Чоловіки | 11467   | 1947               | 8070             | 1450                 |
| Жінки    | 12429   | 1770               | 7232             | 3427                 |
| Разом    | 23896   | 3717               | 15302            | 4877                 |

## Світлини

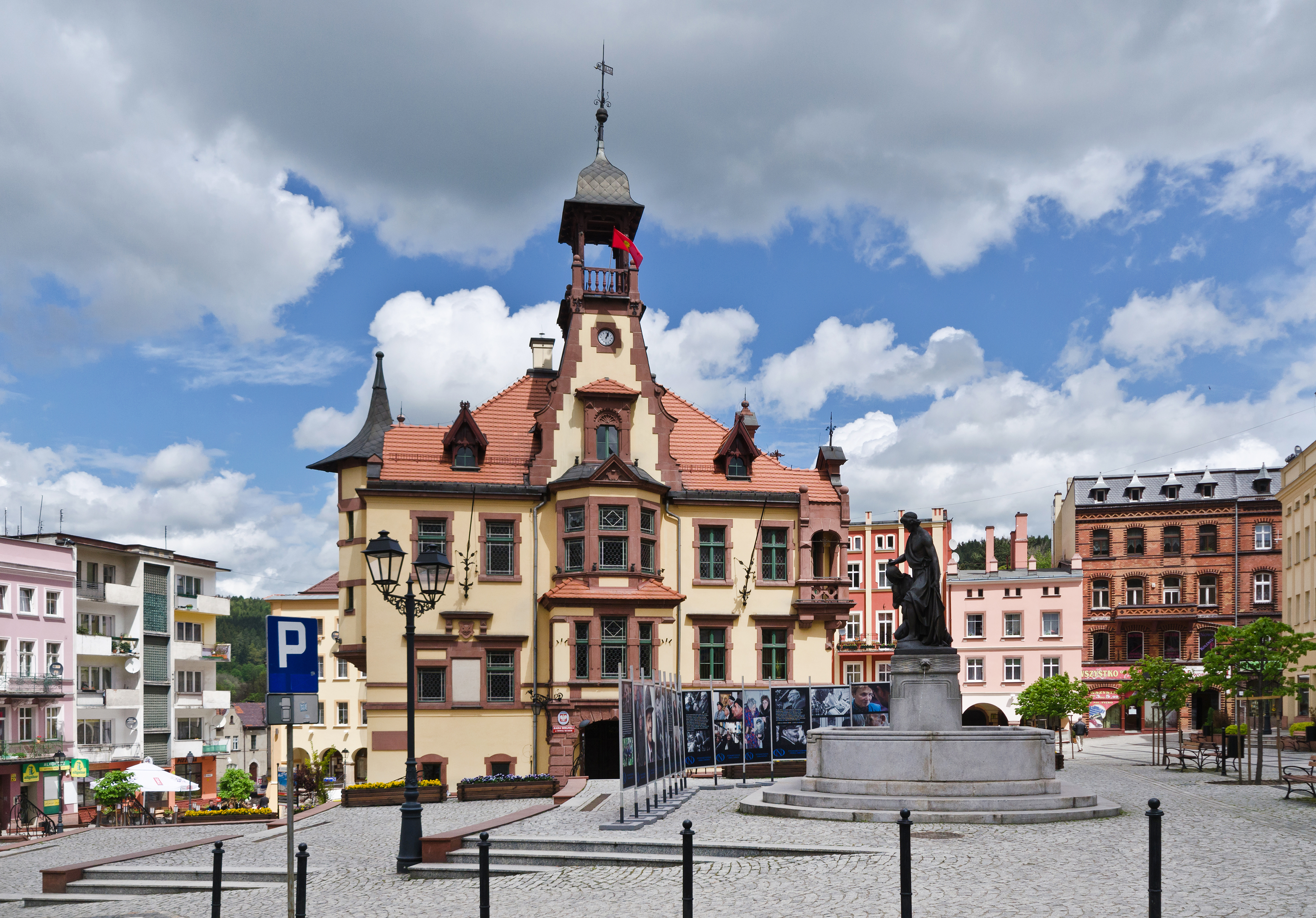
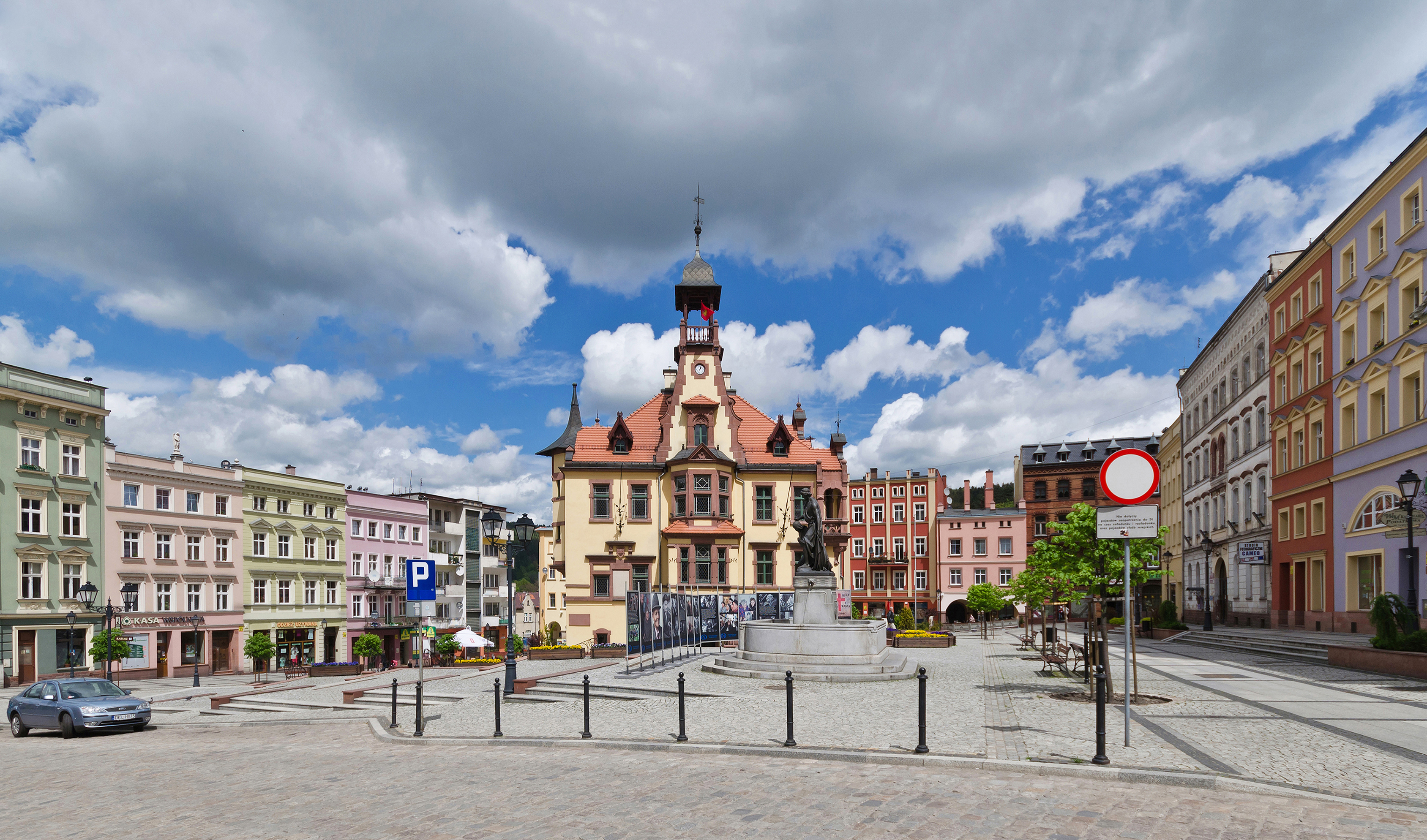
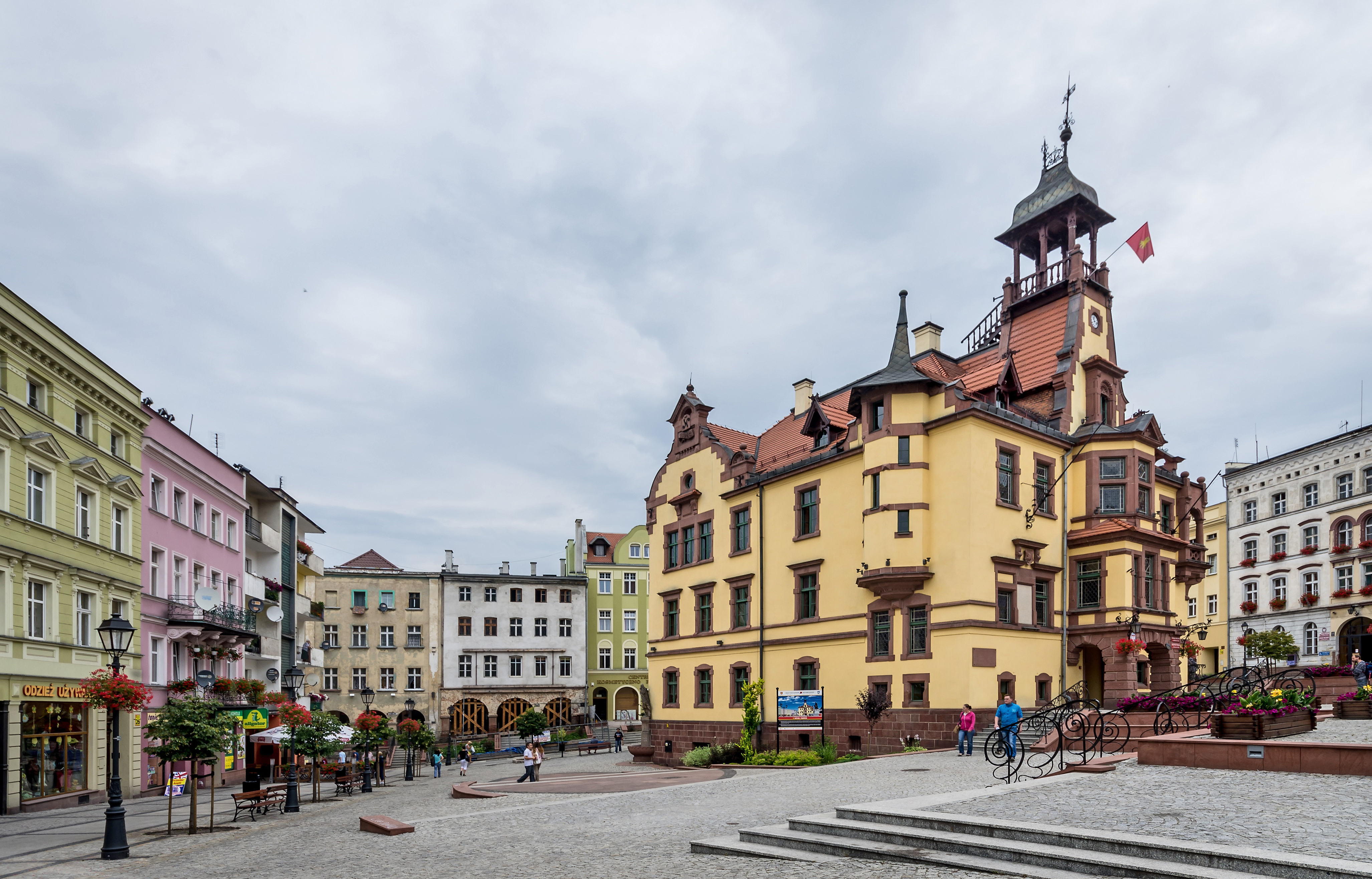
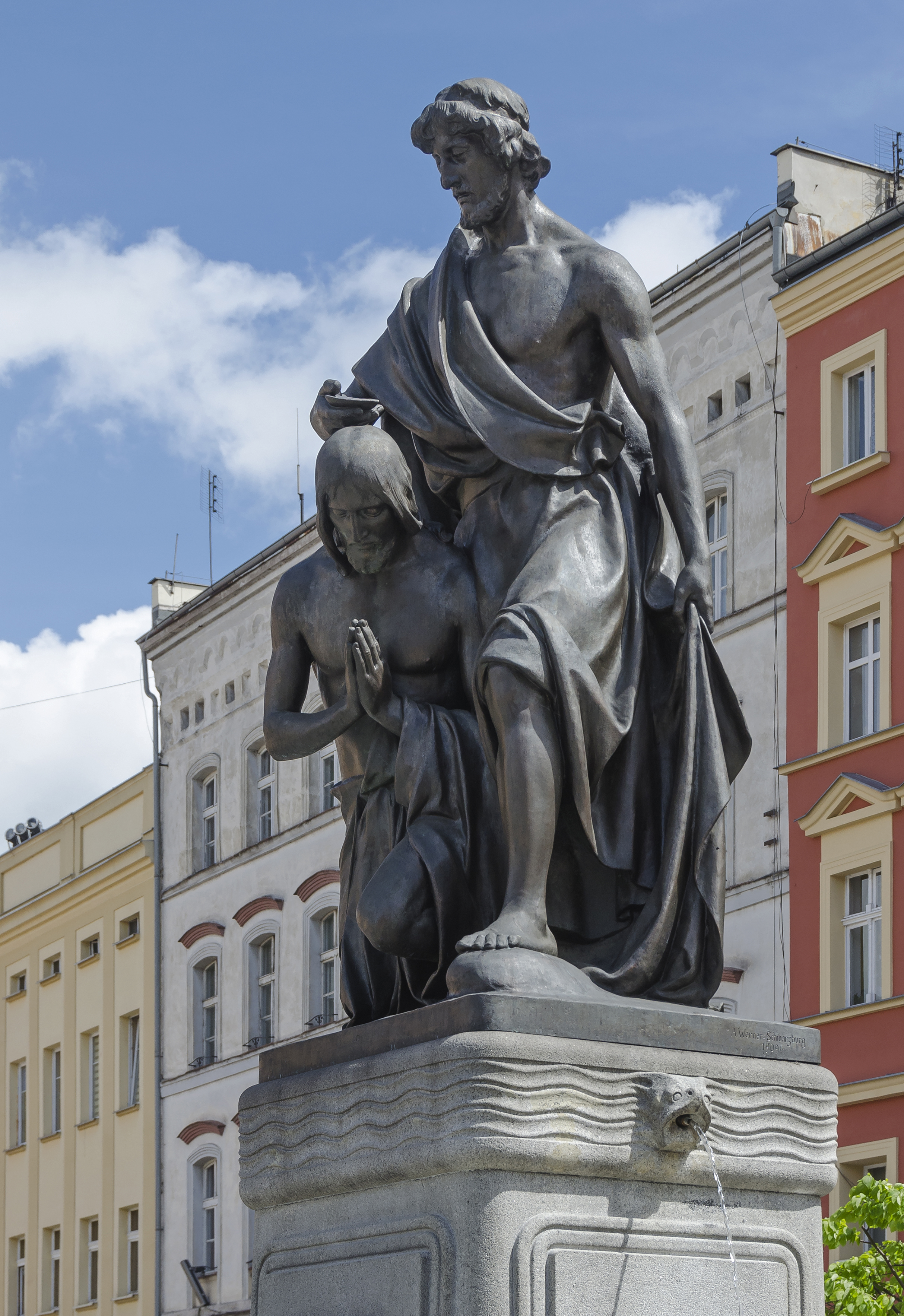
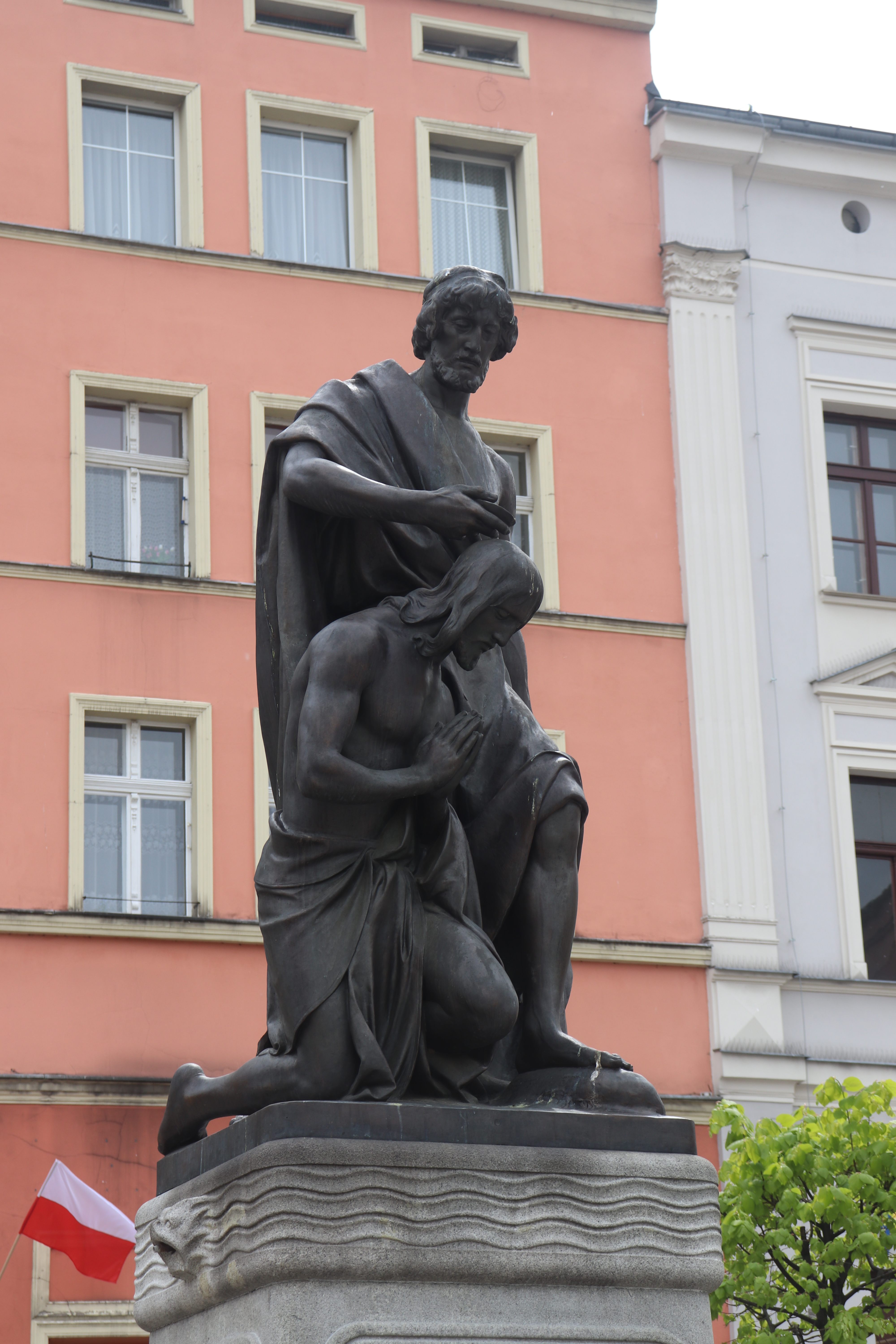
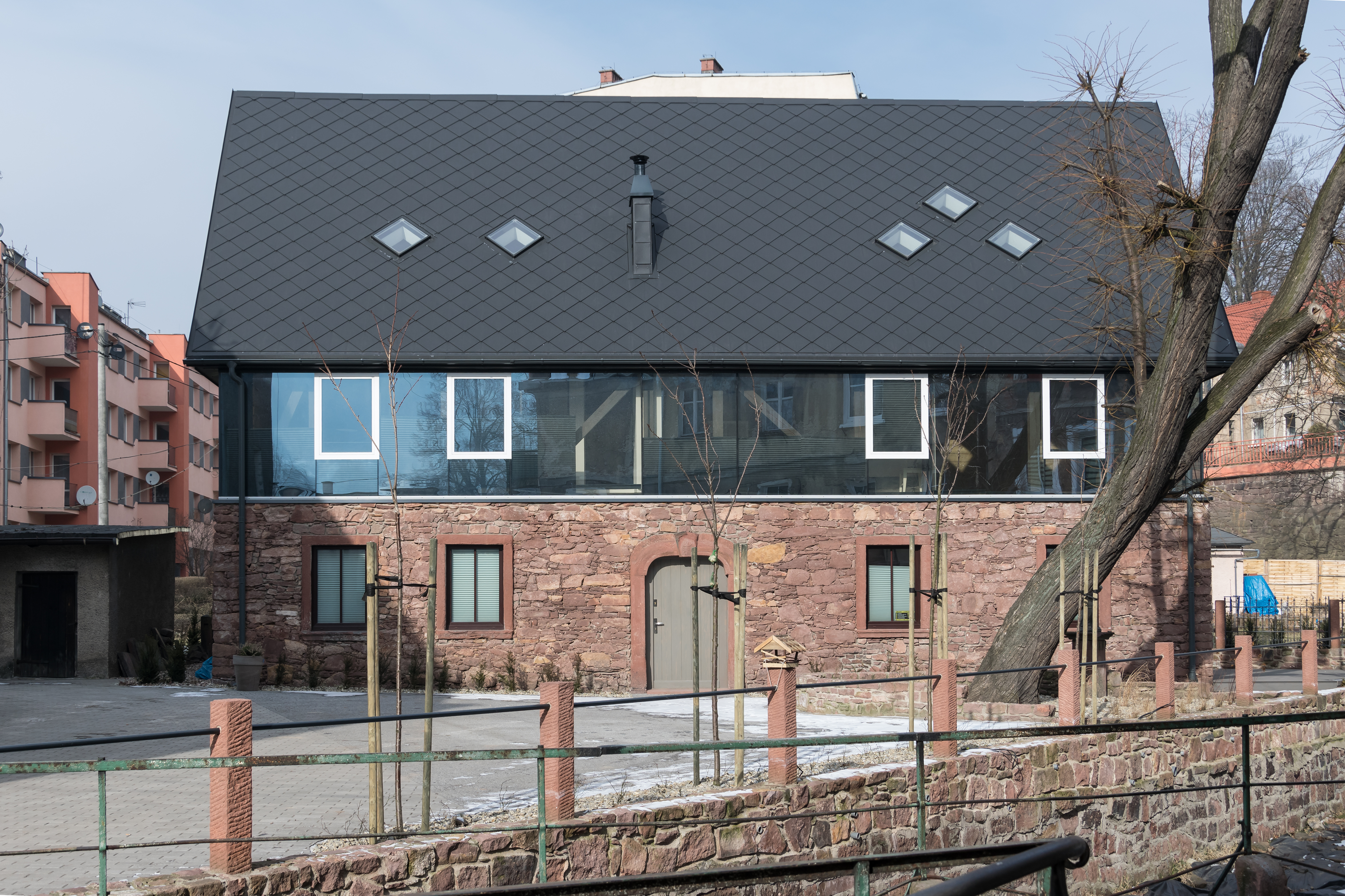